# Sveriges bidrag i Eurovision Song Contest

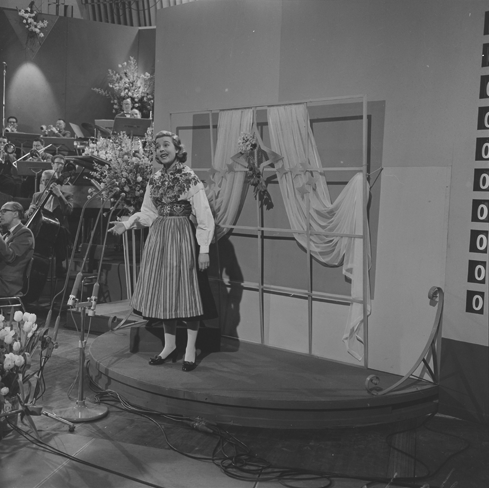
Alice Babs i Hilversum 1958.

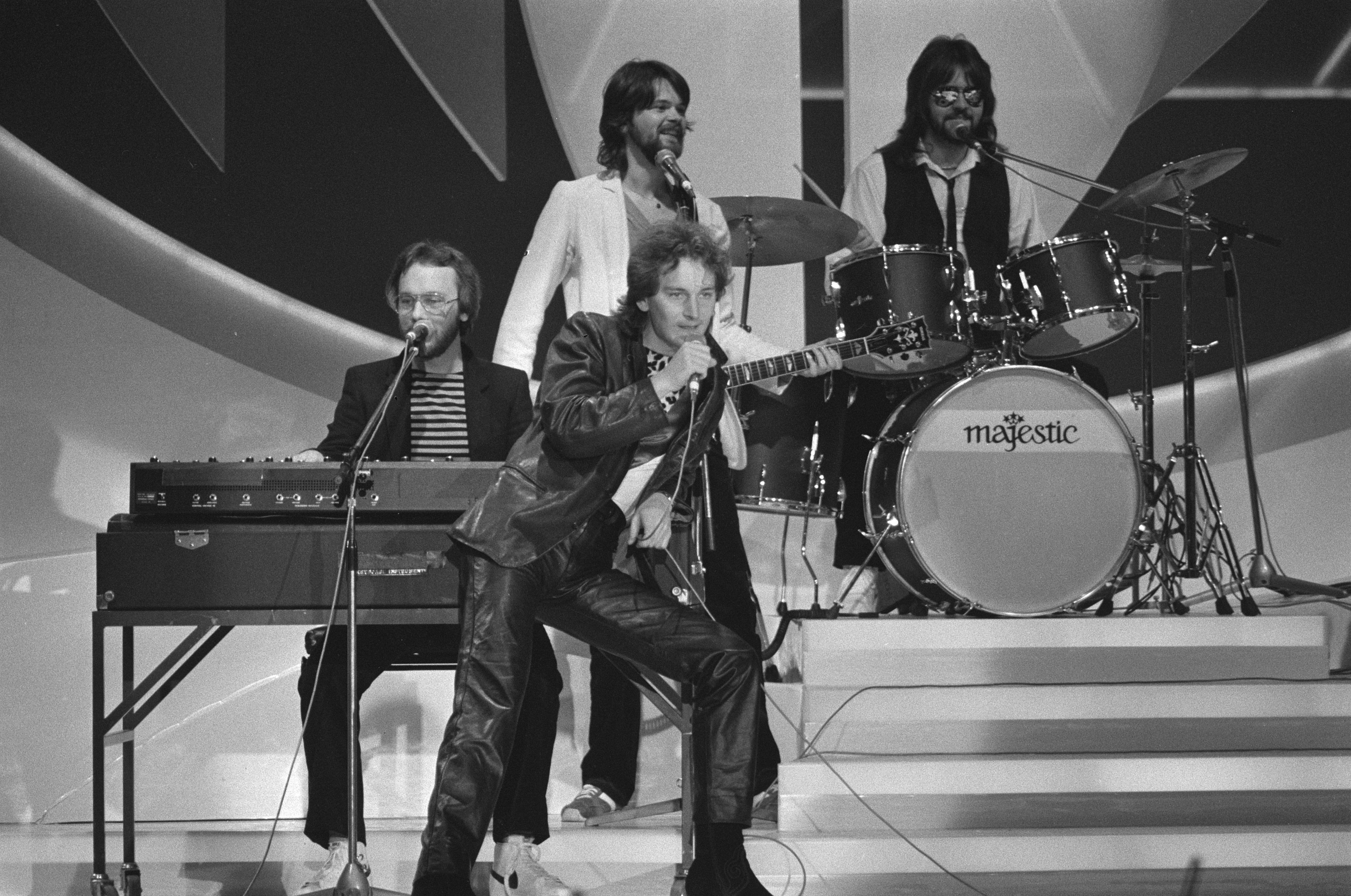
Thomas Ledin i Haag 1980.

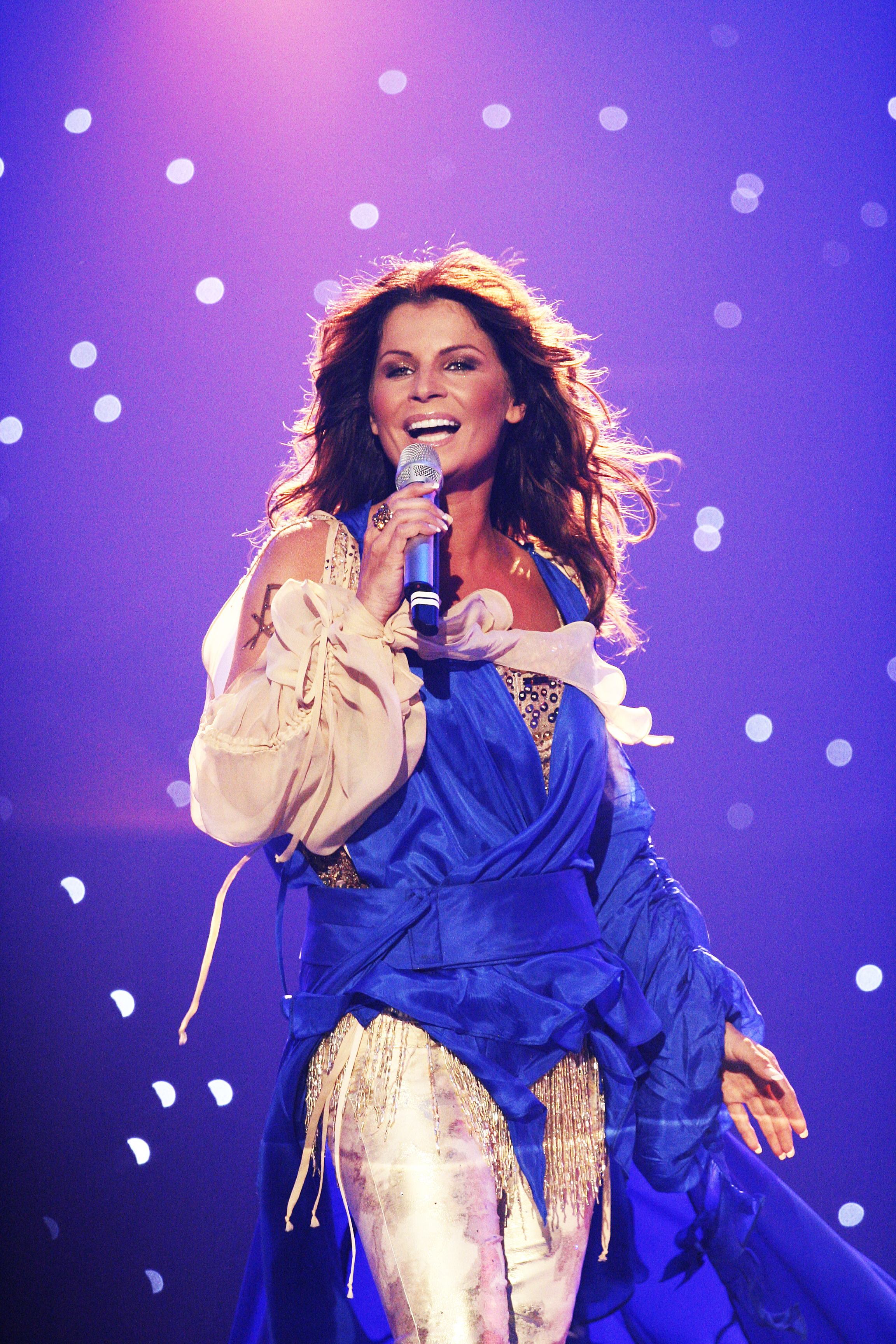
Carola Häggkvist i Aten 2006.

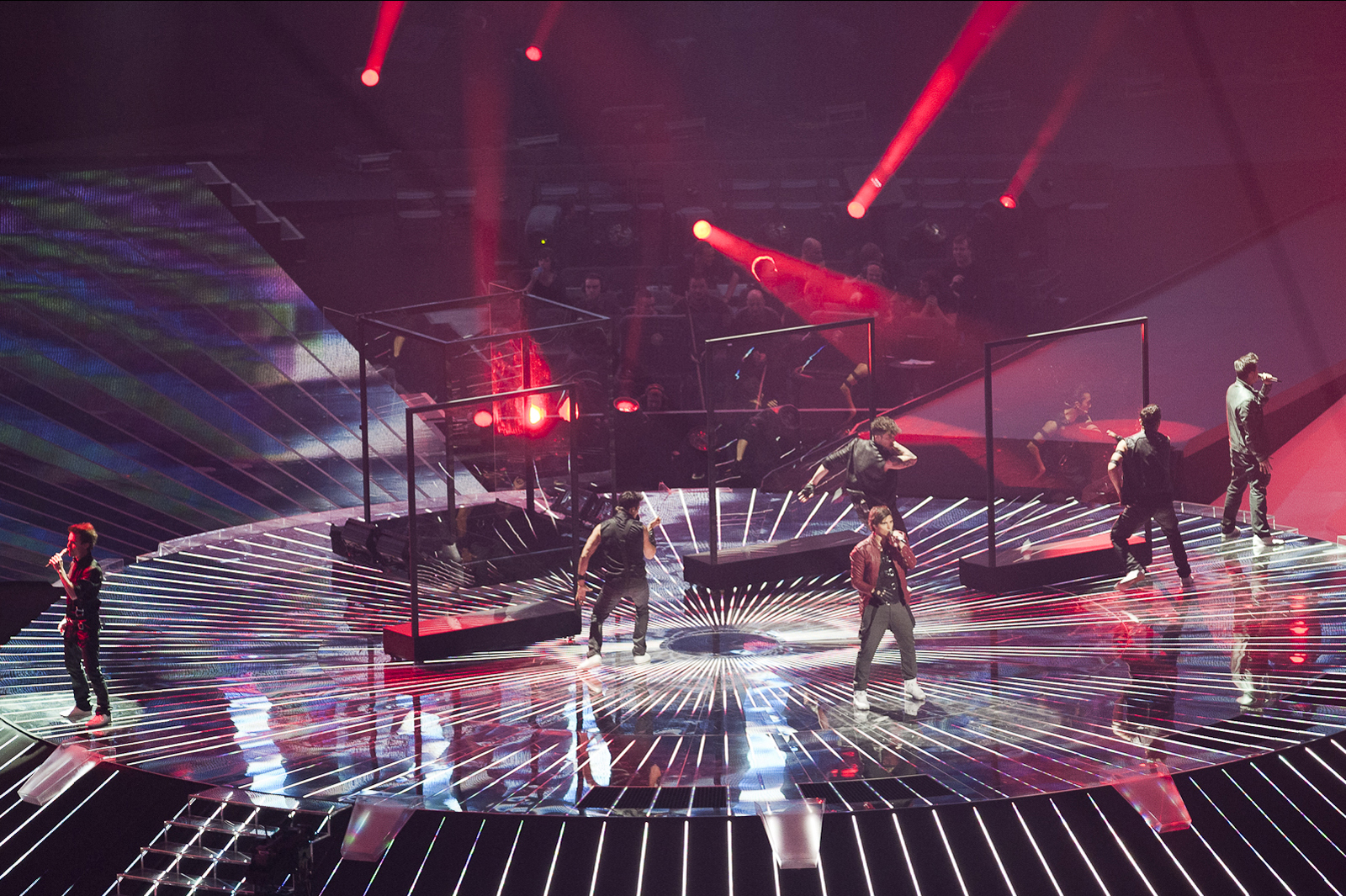
Eric Saade i Düsseldorf 2011.

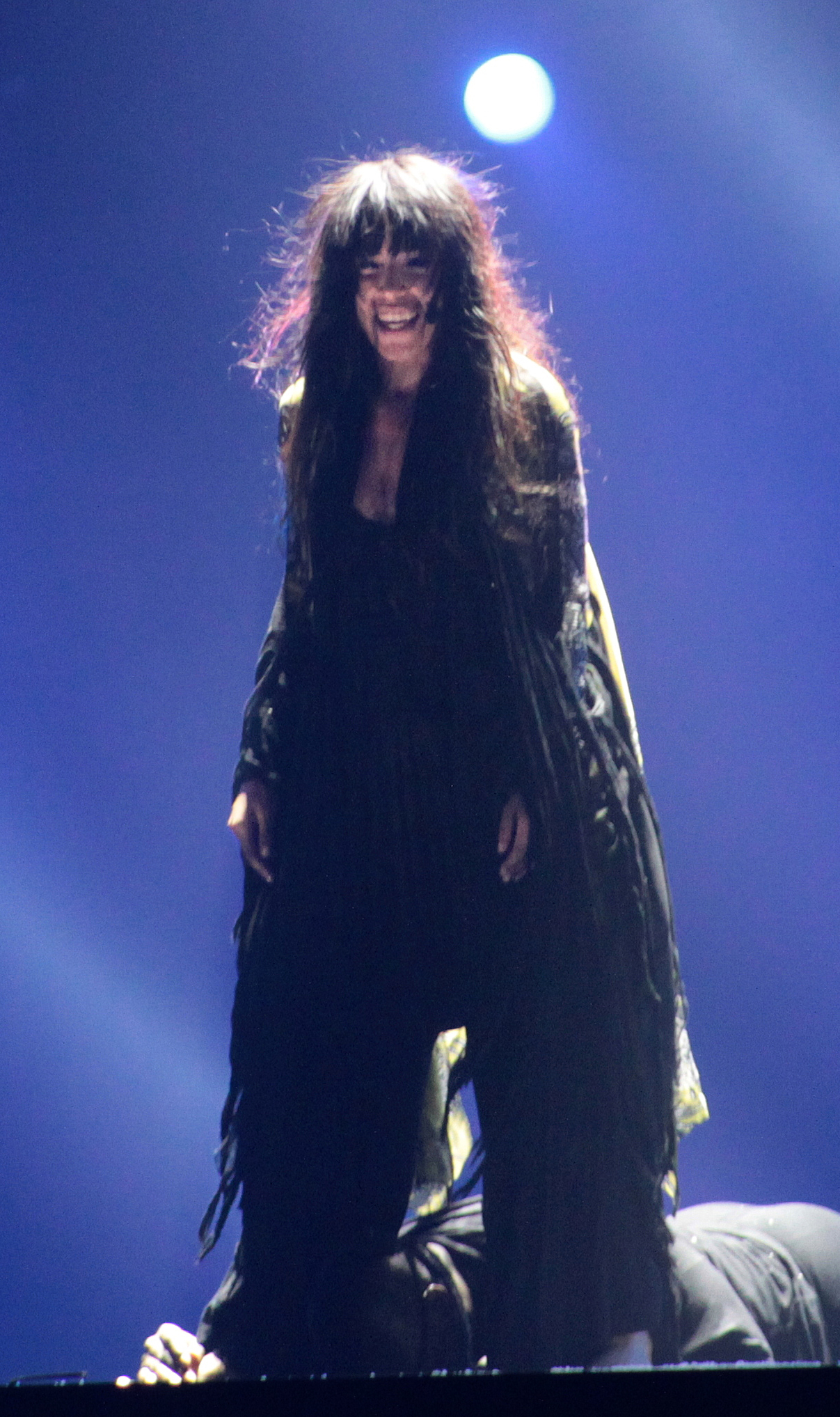
Loreen i Baku 2012.

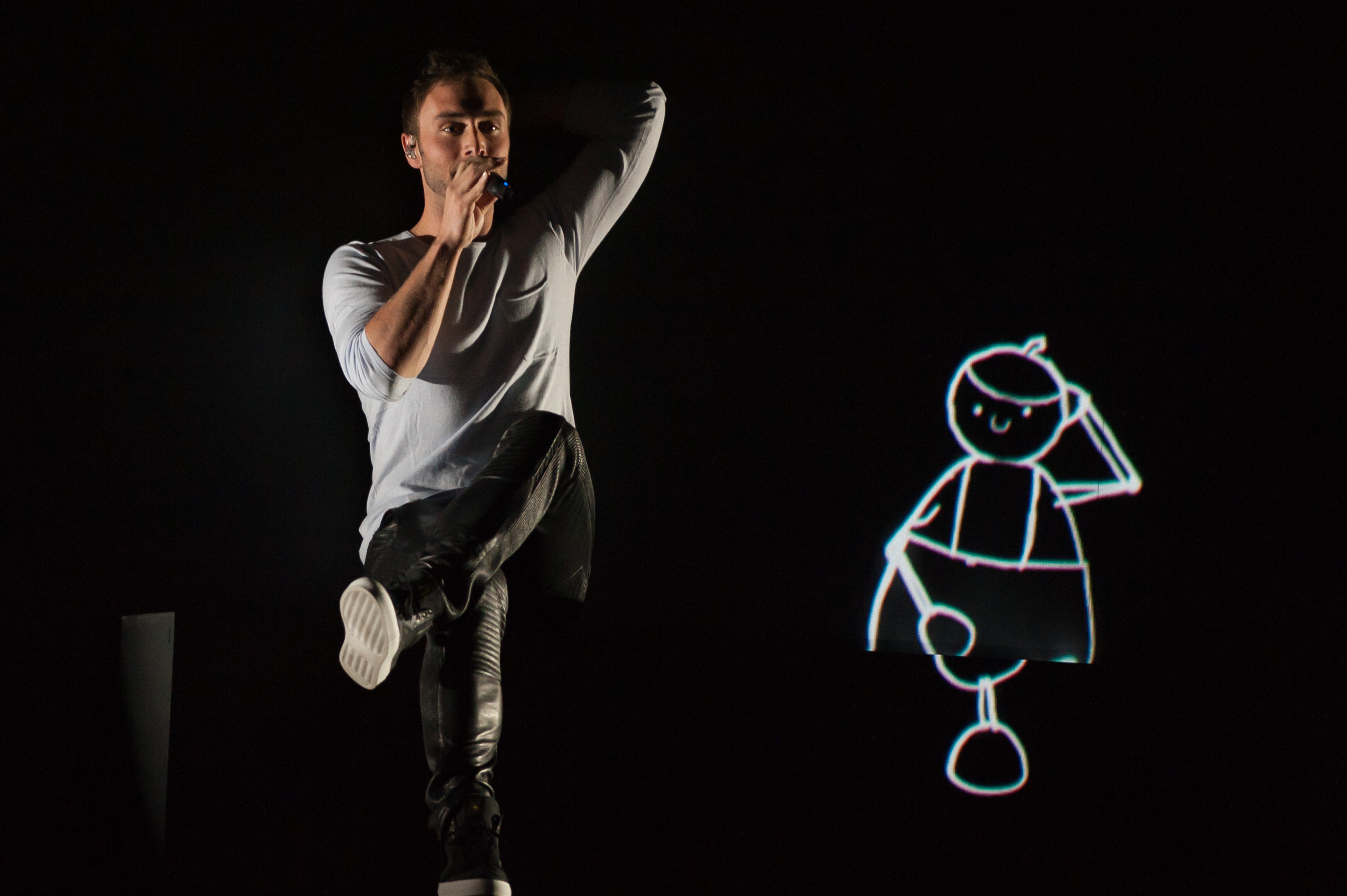
Måns Zelmerlöw i Wien 2015.

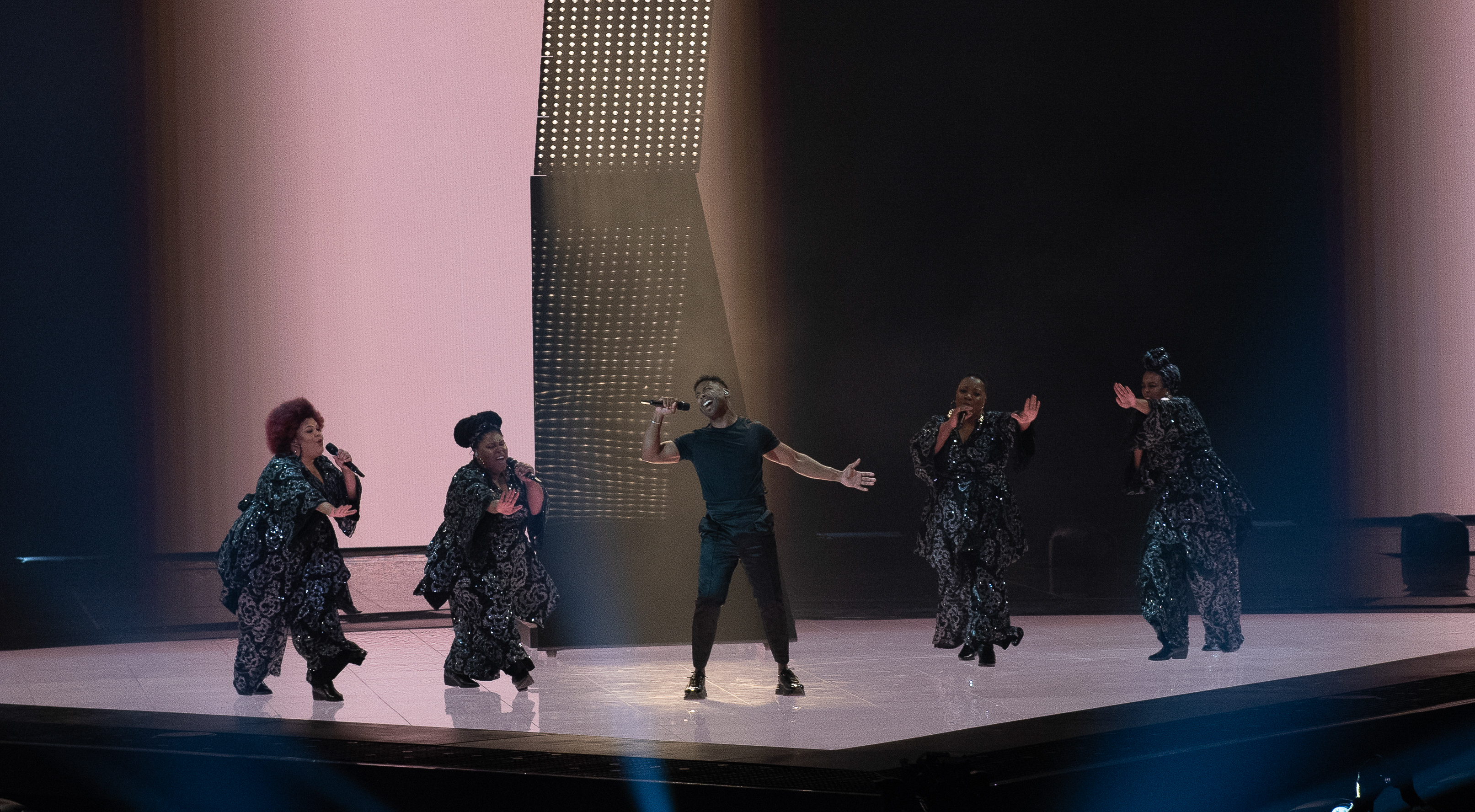
John Lundvik i Tel Aviv 2019.

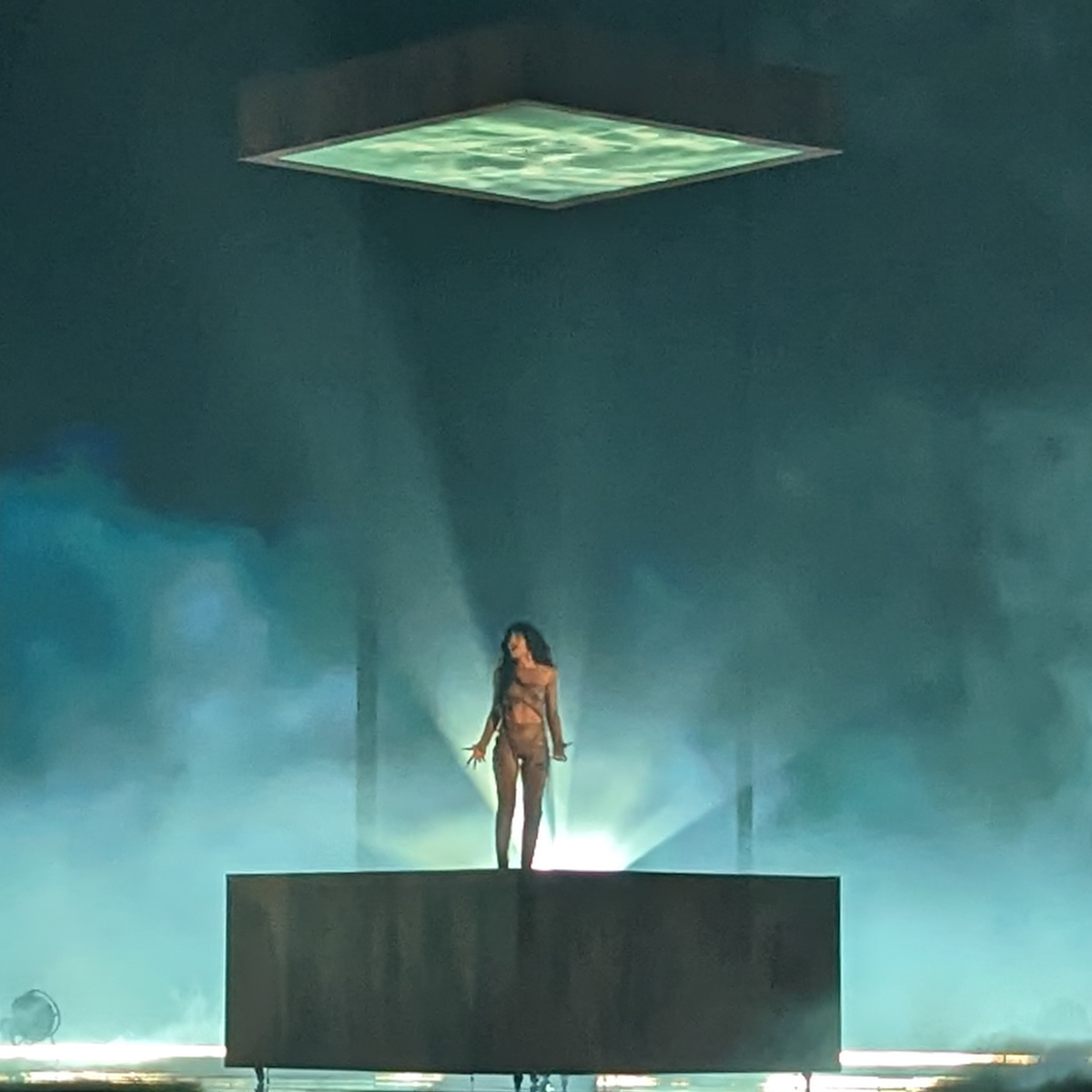
Loreen i Liverpool 2023.

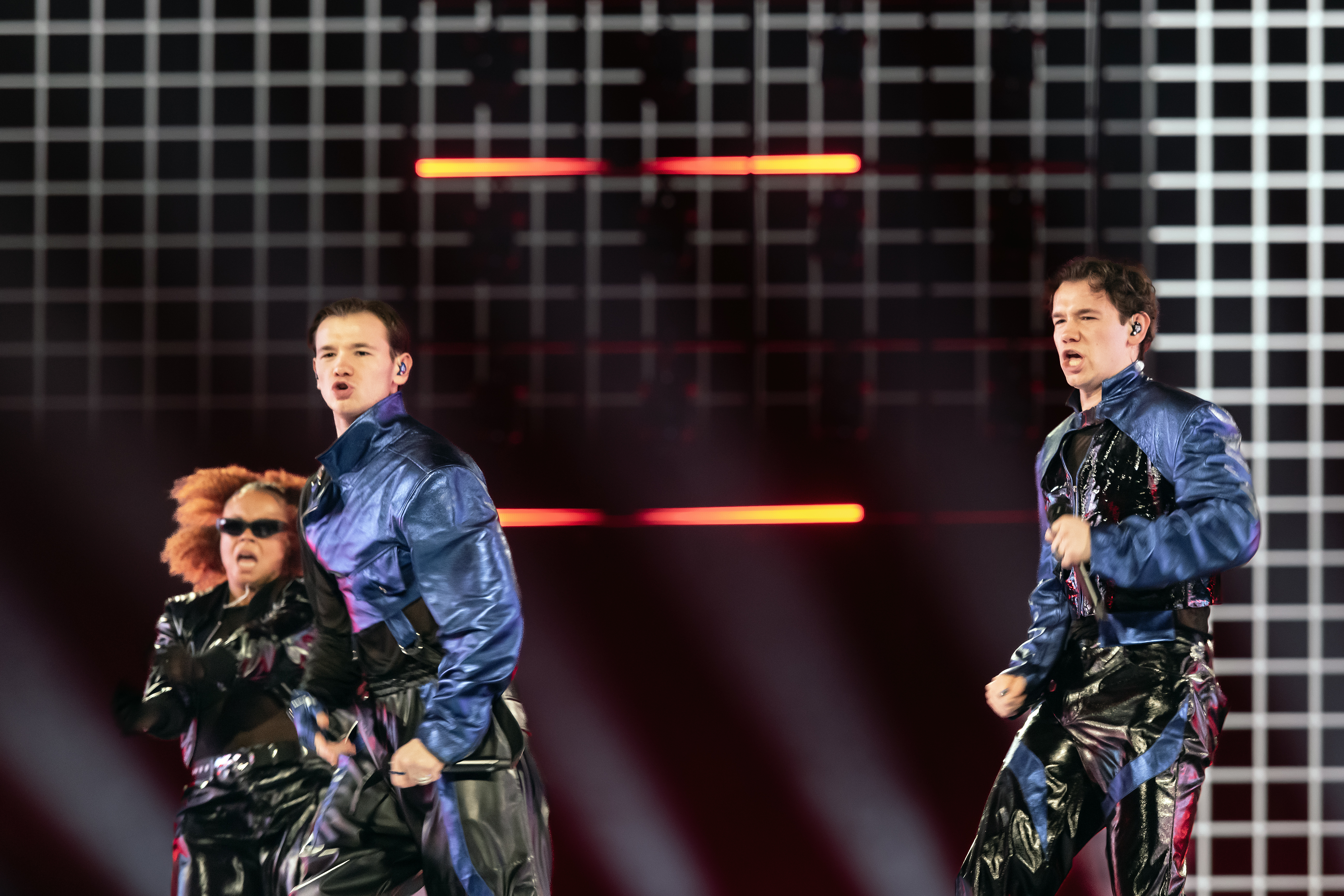
Marcus & Martinus i Malmö 2024.

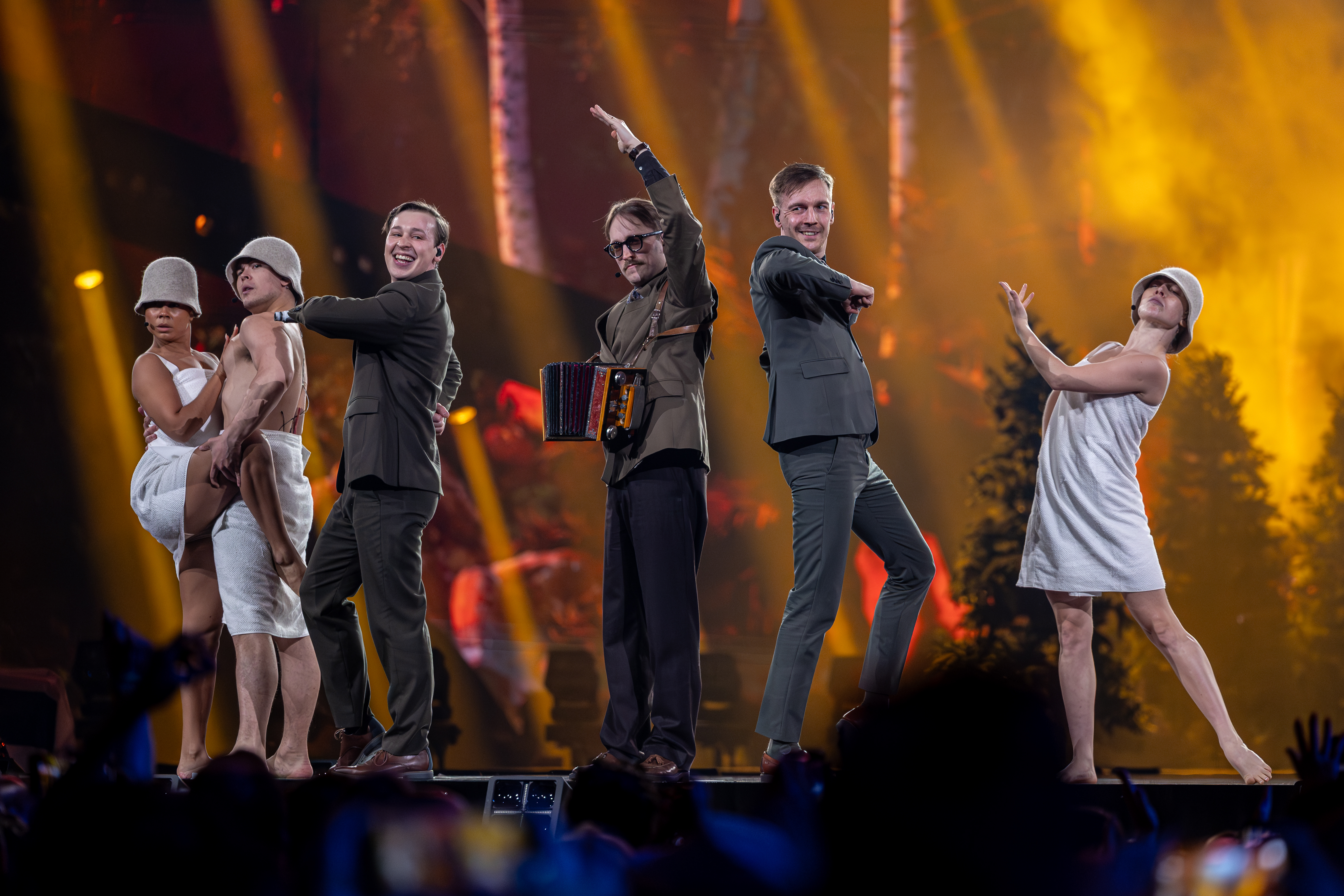
KAJ i Basel 2025.

Sverige debuterade i Eurovision Song Contest 1958 och har till och med 2025 deltagit 64 gånger. Det svenska tv-bolaget Sveriges Television har ansvarat för Sveriges medverkan varje år sedan 1979. Tidigare var Sveriges Radio-TV huvudansvarig för Sveriges medverkan i tävlingen. Första året valdes landets bidrag ut internt, men alla år sedan dess som man har medverkat i ESC har artist och bidrag valts genom musiktävlingen Melodifestivalen.
Sverige är resultatmässigt ett av tävlingens mest framgångsrika länder. Sverige har hittills vunnit tävlingen sju gånger; 1974, 1984, 1991, 1999, 2012, 2015 och 2023. Sverige är det land som har flest segrar i tävlingen (Tillsammans med Irland eftersom de också har vunnit sju gånger). Förutom segern har Sverige stått på pallplats i finalen vid ytterligare sju tillfällen; en andraplats (1966) och sex tredjeplatser (1983, 1985, 1995, 1996, 2011 och 2014). Sverige är också det mest framgångsrika landet i en semifinal med många rekord: Sverige har vunnit en semifinal flest gånger av alla, fem stycken (1996, 2011, 2012, 2015 och 2022) År 2015 vann Sverige med drygt 90% av den maximala poängen, 217 av 240. Sverige har även fått flest 12-poängare av alla i en semifinal, 19 stycken, det inträffade år 2022. År 2022 var Sverige dessutom det land som fick högst poäng (396 poäng) av alla 35 bidrag i båda semifinalerna. Sedan 2015 har Sverige den högsta totalpoängen i tävlingens historia.

## Sverige i Eurovision Song Contest

### Historia
Sverige gjorde sin debut i tävlingen 1958 med bidraget Lilla stjärna framförd av Alice Babs. Debutåret resulterade i en fjärdeplats, bara tre poäng ifrån bronsplatsen. 
Sveriges prestation i tävlingen från debuten fram till mitten på 1960-talet var med varierande resultat. 1963 slutade Sverige på delad sista plats med Finland, Nederländerna och Norge där länderna blev poänglösa. Bidraget En gång i Stockholm, framfört av Monica Zetterlund, blev första gången där Sverige slutade sist i finalen och enda gången hittills där Sverige blivit poänglöst i tävlingen. Året därpå deltog inte Sverige i tävlingen på grund av artiststrejk. 
Vid återvändandet 1965 framfördes bidraget på engelska, vilket var första gången Sveriges bidrag framfördes på ett annat språk. 1966 slutade Sverige tvåa bakom Österrike med bidraget Nygammal vals i Sveriges första pallplats i tävlingen och den enda gången hittills där Sverige slutat tvåa i finalen. Som en reaktion mot att fyra länder utsågs till segrare i finalen i Madrid 1969 valde Sverige att bojkotta tävlingen 1970 tillsammans med tre andra länder. När man återvände till tävlingen representerade popgruppen Family Four Sverige två år i rad åren 1971 och 1972. Sveriges första seger i tävlingen kom 1974 i Brighton, Storbritannien med bidraget Waterloo som sjöngs av popgruppen Abba. Låten kom efter segern att bli en världshit, och Abba fick sitt internationella genombrott och blev en av världens mest framgångsrika popgrupper med totalt drygt 400 miljoner sålda skivor världen över. Efter succén i Brighton fick Sverige arrangera tävlingen 1975. Arrangemanget föregicks av en livlig debatt, i vilken företrädare för den svenska musikrörelsen ansåg att tävlingen borde stoppas, och som en protest arrangerades Alternativfestivalen. Året därpå deltog inte Sverige i tävlingen, eftersom man var rädd för att vid en eventuell vinst tvingas att arrangera och bekosta festivalen en gång till, något som SR inte skulle klara. Melodifestivalen 1976 ställdes också in. Dessutom började svenska folket protestera mot hela arrangemanget. SR valde att stå över ett år, och visade inte ens tävlingen i tv, men däremot sändes den i radio. Återvändandet 1977 resulterade i ett fiasko, där Sverige slutade sist i finalen med två poäng som man fick av Västtyskland. Tillsammans med 1963 är det de två enda tillfällena där Sverige slutat sist i finalen. Följande åren representerade flera folkkära artister Sverige, såsom Björn Skifs, Ted Gärdestad och Tomas Ledin, men utan att få någon bra placering. 1983 representerade Carola Häggkvist Sverige med bidraget Främling. Carola var då bara sexton år gammal och tog Sverige till bronsplatsen och slutade sexton poäng efter vinnaren Corinne Hermès från Luxemburg.
Efter bronsplatsen i München 1983 kom poptrion Herreys att representera Sverige i Luxemburg 1984 med låten Diggi loo diggi ley. Bidraget gick hem för jurygrupperna och Sverige tog sin andra seger, 10 år efter första vinsten, med 145 poäng. Sverige vann med åtta poängs marginal före Irland. Den brittiska tidningen The Times utsåg Diggi-loo diggi-ley till historiens roligaste eurovisionsbidrag. Sverige fick arrangera tävlingen 1985 i Göteborg med Lill Lindfors som programledare. På hemmaplan slutade Sverige trea med bidraget Bra vibrationer. Efter tre raka pallplatser fortsatte Sverige att leverera bra resultat under slutet på 1980-talet. Carola Häggkvist representerade Sverige igen, denna gången med låten Fångad av en stormvind, i Rom 1991. Carola kom att ta Sveriges tredje seger i tävlingen, men segern var långt ifrån självklar då röstningen var en rysare. Inför sista omgången ledde Sverige med sju poäng före Israel och tolv poäng före Frankrike. Italien som var sist att rösta avslutade med att ge Frankrike tolv poäng samtidigt som Israel och Sverige inte fick några poäng alls. Därmed blev resultatet oavgjort för första gången sedan 1969. Frank Naef fick kopplas in och han tilldömde Sverige segern, i och med att landet hade fått fler tiopoängare än Frankrike efter det att länderna hade fått lika många tolvor var. Sverige fick arrangera tävlingen 1992, denna gången i Malmö. Som värdnation för tävlingen gick det dåligt och Sverige slutade näst sist i finalen före Finland. Från 1994 fram till 2003 var de dåvarande tävlingsreglerna sådana att länder som placerade sig sämre ett år fick avstå medverkan året därpå för att kunna göra plats åt andra länder, som hade fått avstå att delta föregående år (Sovjetunionens och Jugoslaviens fall resulterade i att flera länder ville delta vilket ledde till denna regel). Sverige lyckades dock hålla sig undan att sluta på en låg placering och deltog i tävlingen varje år. 1995 & 1996 slutade Sverige trea i finalen. 1996 hade EBU försökt sig på att genomföra en semifinal för att utse de 22 av totalt 29 länder som skulle delta i finalen tillsammans med värdnationen Norge. En hemlig omröstning med jurygrupper från alla deltagande länder utsåg de 22 övriga finalbidragen. Jurymedlemmarna fick inte se något framträdande utan endast lyssna till studioinspelningarna av bidragen. Resultatet var menat att förbli hemligt men läckte ut till finalkvällen. Svenska One More Time hade vunnit omröstningen stort, vilket gjorde dem till stora förhandsfavoriter. Sveriges fjärde seger kom 1999 med bidraget Take Me to Your Heaven framförd av Charlotte Perrelli (då Nilsson). 1999 var också första året i Eurovision Song Contest sedan 1970-talet som alla deltagande artister återigen fick sjunga på valfritt språk. Sverige har sedan dess sjungit på engelska varje år till och med 2024. Mellan åren 2000–2003 slutade Sverige inom topp tio varje år. 
Vid semifinalens införande 2004 var Sverige det året direktkvalificerade till finalen tack vare Fames femte plats året före. Enligt dåvarande system direktkvalificerade sig samtliga topp tio länder till finalen året därpå. Lena Philipsson och hennes låt It Hurts slutade på delad femte plats med Cypern vilket innebar att Sverige var direktkvalificerade till finalen 2005. I finalen i Kiev slutade Martin Stenmarck på delad nittonde plats med värdnationen Ukraina. Resultatet innebar att Sverige behövde vara i semifinalen året därpå. Carola fick representera Sverige för tredje gången, denna gången med låten Invincible. Carola kvalade sig till finalen och slutade på femte plats med 170 poäng. I finalen i Helsingfors 2007 slutade Sverige på artonde plats med glamrockbandet The Ark. 2008 infördes systemet med två semifinaler. Charlotte Perrelli representerade Sverige i Belgrad med låten Hero. I semifinalen kvalade sig Perrelli till finalen tack vare juryns wildcard. I semifinalen hade topp nio valts ut av tittarna medan juryn hade fått en wildcard att dela ut till en tionde finalist. Det behövde inte vara den som tittarna röstade till tiondeplatsen, utan det kunde bli vilken som helst som tittarna röstat på plats 10–19 (Regeln slopades efter tävlingen 2009). Sverige slutade på tolfte plats för tittarna medan juryn gav Sverige sin wildcard. Väl i finalen slutade Perrelli på artonde plats. 2009 gick det ännu sämre då Sverige slutade på tjugoförsta plats. 2010 blev det första och hittills enda gången då Sverige misslyckades med att kvala sig till finalen. Anna Bergendahl slutade på elfte plats i sin semifinal med bara fem poäng efter Cypern som tog tiondeplatsen och knep därmed finalplatsen. När Sverige kvalade sig till finalen i Düsseldorf 2011 slutade Eric Saade på tredje plats i finalen. Saade hade segrat i semifinalen och i finalen blev han i sista röstningsomgången passerad av Italien som tog andraplatsen. Året därpå gick det hela vägen till seger både i semifinalen och finalen där Loreen, med bidraget Euphoria, tog Sverige till femte segern. Som värdnation slutade Sverige på fjortonde plats i Malmö 2013. Åren 2014–2019 slutade Sverige inom topp tio varje år. Här inkluderas bland annat en tredje plats med Sanna Nielsen i Köpenhamn 2014 och segern i Wien 2015 med låten Heroes framförd av Måns Zelmerlöw. Segern är den sjätte för Sveriges del. 2021 slutade Sverige på fjortonde plats i finalen vilket blev första gången på åtta år där Sverige stod utanför topp tio. Sverige stod återigen som segrare i sin semifinal för fjärde gången 2022. Sverige slutade på fjärde plats i finalen. Sveriges sjunde och senaste vinst kom 2023 där Loreen tog hem segern med låten Tattoo. Vinsten blev kontroversiell i sociala medier där folk menade att Finland var den riktiga vinnaren eftersom landets representant Käärijä vunnit tittarrösterna med stor marginal. Sverige vann med hjälp av jurygrupperna som gav Loreen mycket höga poäng.

### Nationell uttagningsform
Första året som Sverige deltog i Eurovision Song Contest, vilket var 1958, valdes artist och bidrag ut internt av musikföreningen Svenska kompositörer av populärmusik (SKAP). Samtliga år därefter som Sverige har deltagit i ESC har man valt ut artist och bidrag genom en nationell uttagning. Denna uttagning har sedan 1967 hetat Melodifestival (sedan 2001 Melodifestivalen), och hade därför åren 1959–1963 och 1965–1966 andra namn. Uttagningsformen inom tävlingen har dock varierat kraftigt, från att bara ha en finalkväll med ett antal bidrag till att ha deltävlingar, uppsamlingsheat och final. Sedan 2002 är det den senare varianten som används som modell då Sveriges Television väljer ut 30 bidrag (mellan 2002 och 2014 var det 32 bidrag och mellan 2015 och 2023 var det 28 bidrag) att tävla om segern.

## Röstningshistorik (1958–2022)
Källa: Eurovision Song Contest Database

### Sverige hargivitflest poäng till...
| Endast finaler | Endast finaler | Endast finaler |
| Nr             | Land           | Poäng          |
| -------------- | -------------- | -------------- |
| 1              | Norge          | 249            |
| 2              | Irland         | 227            |
| 3              | Danmark        | 214            |
| 4              | Storbritannien | 182            |
| 5              | Frankrike      | 158            |

| Finaler och semifinaler | Finaler och semifinaler | Finaler och semifinaler |
| Nr                      | Land                    | Poäng                   |
| ----------------------- | ----------------------- | ----------------------- |
| 1                       | Norge                   | 344                     |
| 2                       | Danmark                 | 307                     |
| 3                       | Irland                  | 245                     |
| 4                       | Finland                 | 229                     |
| 5                       | Island                  | 207                     |

### Sverige harmottagitflest poäng från...
| Endast finaler | Endast finaler | Endast finaler |
| Nr             | Land           | Poäng          |
| -------------- | -------------- | -------------- |
| 1              | Norge          | 397            |
| 2              | Danmark        | 378            |
| 3              | Finland        | 311            |
| 4              | Island         | 250            |
| 5              | Storbritannien | 240            |

| Finaler och semifinaler | Finaler och semifinaler | Finaler och semifinaler |
| Nr                      | Land                    | Poäng                   |
| ----------------------- | ----------------------- | ----------------------- |
| 1                       | Norge                   | 507                     |
| 2                       | Danmark                 | 378                     |
| 3                       | Finland                 | 372                     |
| 4                       | Island                  | 318                     |
| 5                       | Storbritannien          | 311                     |

## Vinnare år för år
Nedan redovisas placeringarna för Sveriges bidrag år för år inom de olika decennierna. Inom dessa ramar redovisas även kommentatorer och röstningsavlämnare.

### 1950-talet
| År   | Sveriges representant | Sveriges representant | Sveriges representant                | Sveriges representant | Sveriges representant | Eurovisionresultat | Eurovisionresultat |
| År   | Artist                | Låt                   | Text och musik                       | Dirigent              | Språk                 | Finalplacering     | Finalpoäng         |
| ---- | --------------------- | --------------------- | ------------------------------------ | --------------------- | --------------------- | ------------------ | ------------------ |
| 1958 | Alice Babs            | "Lilla stjärna"       | Gunnar Wersén (t), Åke Gerhard (m)   | Dolf van der Linden1  | Svenska               | 4                  | 10                 |
| 1959 | Brita Borg2           | "Augustin"            | Åke Gerhard (t), Bo Harry Sandin (m) | Franck Pourcel1       | Svenska               | 9                  | 4                  |

#### Kommentatorer och röstningsavlämnare
| År    | Kommentator(er) | Röstningsavlämnare                  | Stad där rösterna gavs              |
| ----- | --------------- | ----------------------------------- | ----------------------------------- |
| 19573 | Nils Linnman    | Sverige avlade aldrig några röster. | Sverige avlade aldrig några röster. |
| 1958  | Jan Gabrielsson | Tage Danielsson                     | Göteborg                            |
| 1959  | Jan Gabrielsson | Roland Eiworth                      | Stockholm                           |

1 Den svenska delegationen hade inte sin egen dirigent, så därför dirigerade chefsdirigenten det svenska bidraget.
2 1959 utsågs Brita Borg som Sveriges representant, trots att Siw Malmkvist framfört låten i nationella finalen.
3 Sverige tävlade aldrig, men sände ändå finalen och skickade därför en kommentator.

### 1960-talet
| År   | Sveriges representant                                              | Sveriges representant                                              | Sveriges representant                                              | Sveriges representant                                              | Sveriges representant                                              | Eurovisionresultat                                                 | Eurovisionresultat                                                 |
| År   | Artist                                                             | Låt                                                                | Text och musik                                                     | Dirigent                                                           | Språk                                                              | Finalplacering                                                     | Finalpoäng                                                         |
| ---- | ------------------------------------------------------------------ | ------------------------------------------------------------------ | ------------------------------------------------------------------ | ------------------------------------------------------------------ | ------------------------------------------------------------------ | ------------------------------------------------------------------ | ------------------------------------------------------------------ |
| 1960 | Siw Malmkvist4                                                     | "Alla andra får varann"                                            | Åke Gerhard (t), Ulf Källqvist (m)                                 | Thore Ehrling                                                      | Svenska                                                            | 10                                                                 | 4                                                                  |
| 1961 | Lill-Babs5                                                         | "April, april"                                                     | Bo Eneby6 (t), Bobbie Ericson (m)                                  | William Lind                                                       | Svenska                                                            | 14                                                                 | 2                                                                  |
| 1962 | Inger Berggren7                                                    | "Sol och vår"                                                      | Åke Gerhard (t), Ulf Källqvist (m)                                 | Egon Kjerrman                                                      | Svenska                                                            | 7                                                                  | 4                                                                  |
| 1963 | Monica Zetterlund8                                                 | "En gång i Stockholm"                                              | Beppe Wolgers (t), Bobbie Ericson (m)                              | William Lind                                                       | Svenska                                                            | 139                                                                | 0                                                                  |
| 1964 | På grund av en artiststrejk deltog inte Sverige i Eurovision 1964. | På grund av en artiststrejk deltog inte Sverige i Eurovision 1964. | På grund av en artiststrejk deltog inte Sverige i Eurovision 1964. | På grund av en artiststrejk deltog inte Sverige i Eurovision 1964. | På grund av en artiststrejk deltog inte Sverige i Eurovision 1964. | På grund av en artiststrejk deltog inte Sverige i Eurovision 1964. | På grund av en artiststrejk deltog inte Sverige i Eurovision 1964. |
| 1965 | Ingvar Wixell10                                                    | "Absent Friend"                                                    | Alf Henrikson (t), Dag Wirén (m)                                   | William Lind                                                       | Engelska                                                           | 10                                                                 | 6                                                                  |
| 1966 | Lill Lindfors & Svante Thuresson                                   | "Nygammal vals"                                                    | Björn Lindroth (t), Bengt-Arne Wallin (m)                          | Gert-Ove Andersson                                                 | Svenska                                                            | 2                                                                  | 16                                                                 |
| 1967 | Östen Warnerbring                                                  | "Som en dröm"                                                      | Patrice Hellberg (t), Curt Peterson (m), Marcus Österdahl (m)      | Mats Olsson                                                        | Svenska                                                            | 8                                                                  | 7                                                                  |
| 1968 | Claes-Göran Hederström                                             | "Det börjar verka kärlek, banne mej"                               | Peter Himmelstrand (tm)                                            | Mats Olsson                                                        | Svenska                                                            | 5                                                                  | 15                                                                 |
| 1969 | Tommy Körberg                                                      | "Judy min vän"                                                     | Britt Lindeborg (t), Roger Wallis (m)                              | Lars Samuelson                                                     | Svenska                                                            | 9                                                                  | 8                                                                  |

#### Kommentatorer och röstavlämnare
| År   | Kommentator(er)     | Röstningsavlämnare                  | Stad där rösterna gavs              |
| ---- | ------------------- | ----------------------------------- | ----------------------------------- |
| 1960 | Jan Gabrielsson     | Tage Danielsson                     | Stockholm                           |
| 1961 | Jan Gabrielsson     | Roland Eiworth                      | Stockholm                           |
| 1962 | Jan Gabrielsson     | Tage Danielsson                     | Stockholm                           |
| 1963 | Jörgen Cederberg    | Edvard Matz                         | Stockholm                           |
| 1964 | Sven Lindahl11      | Sverige avlade aldrig några röster. | Sverige avlade aldrig några röster. |
| 1965 | Berndt Friberg      | Edvard Matz                         | Stockholm                           |
| 1966 | Sven Lindahl        | Edvard Matz                         | Stockholm                           |
| 1967 | Christina Hansegård | Edvard Matz                         | Stockholm                           |
| 1968 | Christina Hansegård | Edvard Matz                         | Stockholm                           |
| 1969 | Christina Hansegård | Edvard Matz                         | Stockholm                           |

4 1960 utsågs Siw Malmkvist till Sveriges representant, trots att Östen Warnerbring och Inger Berggren framfört låten i varsin version i den nationella finalen.
5 1961 utsågs Lill-Babs till Sveriges representant, istället för Siw Malmkvist eller Gunnar Wiklund som framfört varsin version i nationella finalen.
6 Låtskrivaren Bo Eneby gick under alias Yngve Orrmell.
7 1962 utsågs Inger Berggren till Sveriges representant, trots att även Lily Berglund framfört låten i den nationella finalen.
8 1963 utsågs Monica Zetterlund till Sveriges representant, trots att även Carli Tornehave hade framfört samma låt i den nationella finalen.
9 Sverige delade sistaplatsen med Finland, Nederländerna och Norge. Detta är dock den enda gången som Sverige inte har fått ett enda poäng i en final.
10 I den nationella finalen framförde Ingvar Wixell samtliga tävlande bidrag. I Eurovisionen utnyttjade man sedan de luddiga språkreglerna genom att sjunga på engelska då originallåten Annorstädes vals blev Absent Friend.
11 Sverige tävlade aldrig 1964, men sände ändå finalen varför man hade en kommentator.

### 1970-talet
| År   | Sveriges representant | Sveriges representant | Sveriges representant | Sveriges representant | Sveriges representant | Eurovisionresultat | Eurovisionresultat |
| År   | Artist | Låt | Text och musik | Dirigent | Språk | Finalplacering | Finalpoäng |
| ---- | --- | --- | --- | --- | --- | --- | --- |
| 1970 | I protest mot att fyra länder delat på segern föregående år bojkottade bland andra Sverige att delta i Eurovision 1970.12 | I protest mot att fyra länder delat på segern föregående år bojkottade bland andra Sverige att delta i Eurovision 1970.12 | I protest mot att fyra länder delat på segern föregående år bojkottade bland andra Sverige att delta i Eurovision 1970.12 | I protest mot att fyra länder delat på segern föregående år bojkottade bland andra Sverige att delta i Eurovision 1970.12 | I protest mot att fyra länder delat på segern föregående år bojkottade bland andra Sverige att delta i Eurovision 1970.12 | I protest mot att fyra länder delat på segern föregående år bojkottade bland andra Sverige att delta i Eurovision 1970.12 | I protest mot att fyra länder delat på segern föregående år bojkottade bland andra Sverige att delta i Eurovision 1970.12 |
| 1971 | Family Four13 | "Vita vidder" | Håkan Elmquist (tm) | Claes Rosendahl | Svenska | 6 | 85 |
| 1972 | Family Four | "Härliga sommardag" | Håkan Elmquist (tm) | Mats Olsson | Svenska | 13 | 75 |
| 1973 | Nova14 | "You’re Summer" | Lars Forssell (t) Monica Dominique (m), Carl-Axel Dominique (m)                                                           | Monica Dominique | Engelska15 | 5 | 94 |
| 1974 | Abba | "Waterloo" | Stikkan Anderson (t), Björn Ulvaeus (m), Benny Andersson (m)                                                              | Sven-Olof Walldoff | Engelska15 | 1 | 24 |
| 1975 | Lasse Berghagen | "Jennie, Jennie" | Lasse Berghagen (tm) | Lars Samuelson | Engelska15 | 8 | 72 |
| 1976 | Av ekonomiska skäl tävlade inte Sverige i Eurovision 1976.16                                                              | Av ekonomiska skäl tävlade inte Sverige i Eurovision 1976.16                                                              | Av ekonomiska skäl tävlade inte Sverige i Eurovision 1976.16                                                              | Av ekonomiska skäl tävlade inte Sverige i Eurovision 1976.16                                                              | Av ekonomiska skäl tävlade inte Sverige i Eurovision 1976.16                                                              | Av ekonomiska skäl tävlade inte Sverige i Eurovision 1976.16                                                              | Av ekonomiska skäl tävlade inte Sverige i Eurovision 1976.16                                                              |
| 1977 | Forbes | "Beatles" | Sven-Olof Bagge (t), Claes Bure (m)                                                                                       | Anders Berglund | Svenska | 18 | 2 |
| 1978 | Björn Skifs | "Det blir alltid värre framåt natten"                                                                                     | Peter Himmelstrand (tm)                                                                                                   | Bengt Palmers | Svenska | 14 | 26 |
| 1979 | Ted Gärdestad | "Satellit" | Kenneth Gärdestad (t), Ted Gärdestad (m)                                                                                  | Lars Samuelson | Svenska | 17 | 8 |

#### Kommentatorer och röstavlämnare
| År   | Kommentator(er)                   | Kommentator(er)                   | Röstningsavlämnare                                        | Stad där rösterna gavs              |
| År   | TV                                | Radio                             | Röstningsavlämnare                                        | Stad där rösterna gavs              |
| ---- | --------------------------------- | --------------------------------- | --------------------------------------------------------- | ----------------------------------- |
| 1970 | Sverige sände aldrig ESC-finalen. | Sverige sände aldrig ESC-finalen. | Sverige avlade aldrig några röster.                       | Sverige avlade aldrig några röster. |
| 1971 | Åke Strömmer                      | Ursula Richter                    | Eva Blomqvist (under 25 år), Putte Wickman (över 25 år)   | Jurymedlemmarna var på plats.       |
| 1972 | Bo Billtén                        | Björn Bjelfvenstam                | Titti Sjöblom (under 25 år), Arne Domnérus (över 25 år)   | Jurymedlemmarna var på plats.       |
| 1973 | Alicia Lundberg                   | Ursula Richter                    | Lena Andersson (under 25 år), Lars Samuelson (över 25 år) | Jurymedlemmarna var på plats.       |
| 1974 | Johan Sandström                   | Ursula Richter                    | Sven Lindahl                                              | Stockholm                           |
| 1975 | Åke Strömmer                      | Ursula Richter                    | Sven Lindahl                                              | Stockholm                           |
| 1976 | Ingen TV-sändning.                | Ursula Richter                    | Sverige avlade aldrig några röster.                       | Sverige avlade aldrig några röster. |
| 1977 | Ulf Elfving                       | Åke Strömmer & Ursula Richter     | Sven Lindahl                                              | Stockholm                           |
| 1978 | Ulf Elfving                       | Kent Finell                       | Sven Lindahl                                              | Stockholm                           |
| 1979 | Ulf Elfving                       | Kent Finell                       | Sven Lindahl                                              | Stockholm                           |

12 Sverige bojkottade finalen tillsammans med Finland, Norge, Portugal och Österrike 1970. Att Sverige och de övriga länderna valde att inte bojkotta fler år var för att EBU införde en ny regel det här året som innebar att bara ett land per år kan vinna.
13 För andra gången i den svenska uttagningens historia framfördes samtliga bidrag av en och samma artist. Detta då Family Four lyckats kvalificera sig med samtliga fem bidrag från semifinalsomgångarna det året.
14 Gruppen Malta fick till Eurovisionen byta namn till Nova för att inte förväxlas med landet Malta. Detta till trots att landet Malta aldrig tävlade det här året.
15 1973 ändrade EBU språkreglerna till att man nu fick sjunga på vilket språk man ville. Sverige valde därför att årligen översätta sina bidrag till engelska mellan åren 1973-75. Regeln togs bort igen till 1977 och återinfördes inte igen förrän år 1999 (22 år senare).
16 1976 insåg EBU att man inte kunde låta arrangörslandet ensamt stå för hela kostnaden varför en deltagaravgift infördes från 1977 års Eurovision Song Contest. Därmed behövde inte Sverige avstå mer än ett års icke-tävlan.

### 1980-talet
| År     | Sveriges representant       | Sveriges representant             | Sveriges representant                                    | Sveriges representant | Sveriges representant | Eurovisionresultat | Eurovisionresultat |
| År     | Artist                      | Låt                               | Text och musik                                           | Dirigent              | Språk                 | Finalplacering     | Finalpoäng         |
| ------ | --------------------------- | --------------------------------- | -------------------------------------------------------- | --------------------- | --------------------- | ------------------ | ------------------ |
| 1980   | Tomas Ledin                 | "Just nu!"                        | Tomas Ledin (tm)                                         | Anders Berglund       | Svenska               | 10                 | 47                 |
| 1981   | Björn Skifs17               | "Fångad i en dröm"                | Björn Skifs (tm), Bengt Palmers (tm)                     | Anders Berglund       | Svenska               | 10                 | 50                 |
| 1982   | Chips                       | "Dag efter dag"                   | Monica Forsberg (t), Lasse Holm (m)                      | Anders Berglund       | Svenska               | 8                  | 67                 |
| 1983   | Carola Häggkvist            | "Främling"                        | Monica Forsberg (t), Lasse Holm (m)                      | Anders Ekdahl         | Svenska               | 318                | 126                |
| 1984   | Herreys                     | "Diggi-loo Diggi-ley"             | Britt Lindeborg (t), Torgny Söderberg (m)                | Curt-Eric Holmquist   | Svenska               | 1                  | 145                |
| 198519 | Kikki Danielsson            | "Bra vibrationer"                 | Ingela "Pling" Forsman (t), Lasse Holm (m)               | Curt-Eric Holmquist   | Svenska               | 3                  | 103                |
| 1986   | Lasse Holm & Monica Törnell | "E' de' det här du kallar kärlek" | Lasse Holm (tm)                                          | Anders Berglund       | Svenska               | 5                  | 78                 |
| 1987   | Lotta Engberg               | "Boogaloo"20                      | Christer Lundh (t), Mikael Wendt (m)                     | Curt-Eric Holmquist   | Svenska               | 12                 | 50                 |
| 1988   | Tommy Körberg               | "Stad i ljus"                     | Py Bäckman (tm)                                          | Anders Berglund       | Svenska               | 12                 | 52                 |
| 1989   | Tommy Nilsson               | "En dag"                          | Tim Norell (tm), Ola Håkansson (tm), Alexander Bard (tm) | Anders Berglund       | Svenska               | 4                  | 110                |

#### Kommentatorer och röstavlämnare
| År   | Kommentator(er)  | Kommentator(er)                 | Röstningsavlämnare     | Stad där rösterna gavs |
| År   | TV               | Radio                           | Röstningsavlämnare     | Stad där rösterna gavs |
| ---- | ---------------- | ------------------------------- | ---------------------- | ---------------------- |
| 1980 | Ulf Elfving      | Kent Finell                     | Arne Weise             | Stockholm              |
| 1981 | Ulf Elfving      | Ingen radioutsändning           | Bengteric Nordell      | Stockholm              |
| 1982 | Ulf Elfving      | Kent Finell                     | Arne Weise             | Stockholm              |
| 1983 | Ulf Elfving      | Kent Finell                     | Agneta Bolme Börjefors | Stockholm              |
| 1984 | Fredrik Belfrage | Ingen radioutsändning           | Agneta Bolme Börjefors | Stockholm              |
| 1985 | Fredrik Belfrage | Jan Ellerås & Rune Hallberg     | Agneta Bolme Börjefors | Stockholm              |
| 1986 | Ulf Elfving      | Jacob Dahlin                    | Agneta Bolme Börjefors | Stockholm              |
| 1987 | Fredrik Belfrage | Jacob Dahlin                    | Jan Ellerås            | Göteborg21             |
| 1988 | Bengt Grafström  | Kalle Oldby                     | Maud Uppling           | Malmö                  |
| 1989 | Jacob Dahlin     | Kent Finell & Janeric Sundquist | Agneta Bolme Börjefors | Stockholm              |

17 I och med att Sverige skickade Björn Skifs till ESC 1981 blev det första gången som Sverige skickade samma soloartist igen. Tidigare under 1970-talet hade man skickat en grupp (Family Four) två gånger.
18 Sveriges tredjeplacering 1983 gjorde att Sverige nu hade fått tre pallplatser: en seger, en andraplats och en tredjeplats.
19 Efter 1985 års festival införde EBU en ny regel som innebar att huvudsändningen måste se likadan ut som sista generalrepetitionen. Anledningen till regelomröstningen var att programledaren, Lill Lindfors, i början av programmet ”tappat kjolen” och därmed avvikit från körschemat.
20 I den svenska finalen hette bidraget "Fyra bugg och en Coca Cola". Eftersom bidraget gjorde otillåten marknadsföring för läskedrycken med samma namn blev upphovsmännen till låten tvungna att skriva om bidraget. Den nya titeln på låten blev "Boogaloo".
21 Från 1987 till 2001 (med undantag för 1992) utdelades Sveriges röster från staden som stod värd för Melodifestivalen det året.

### 1990-talet
| År     | Sveriges representant           | Sveriges representant      | Sveriges representant                                               | Sveriges representant | Sveriges representant | Eurovisionresultat | Eurovisionresultat | Eurovisionresultat      | Eurovisionresultat      |
| År     | Artist                          | Låt                        | Text och musik                                                      | Dirigent              | Språk                 | Finalplacering     | Finalpoäng         | Semiplacering           | Semipoäng               |
| ------ | ------------------------------- | -------------------------- | ------------------------------------------------------------------- | --------------------- | --------------------- | ------------------ | ------------------ | ----------------------- | ----------------------- |
| 1990   | Edin-Ådahl                      | "Som en vind"              | Mikael Wendt (tm)                                                   | Curt-Eric Holmquist   | Svenska               | 16                 | 24                 | Semifinaler användes ej | Semifinaler användes ej |
| 1991   | Carola Häggkvist                | "Fångad av en stormvind"   | Stephan Berg (tm)                                                   | Anders Berglund       | Svenska               | 121                | 146                | Semifinaler användes ej | Semifinaler användes ej |
| 1992   | Christer Björkman               | "I morgon är en annan dag" | Niklas Strömstedt (tm)                                              | Anders Berglund       | Svenska               | 22                 | 9                  | Semifinaler användes ej | Semifinaler användes ej |
| 1993   | Arvingarna                      | "Eloise"                   | Gert Lengstrand (t), Lasse Holm (m)                                 | Curt-Eric Holmquist   | Svenska               | 7                  | 89                 | Semifinaler användes ej | Semifinaler användes ej |
| 1994   | Marie Bergman23 & Roger Pontare | "Stjärnorna"               | Peter Bertilsson (t), Mikael Littwold (m)                           | Anders Berglund       | Svenska               | 13                 | 48                 | Semifinaler användes ej | Semifinaler användes ej |
| 1995   | Jan Johansen                    | "Se på mig"                | Ingela "Pling" Forsman (t), Håkan Almqvist (m), Bobby Ljunggren (m) | Anders Berglund       | Svenska               | 3                  | 100                | Semifinaler användes ej | Semifinaler användes ej |
| 1996   | One More Time                   | "Den vilda"                | Nanne Grönvall (t), Peter Grönvall (m)                              | Anders Berglund       | Svenska               | 3                  | 100                | 124                     | 22724                   |
| 199725 | Blond                           | "Bara hon älskar mig"      | Stephan Berg (tm)                                                   | Curt-Eric Holmquist   | Svenska               | 14                 | 36                 | Semifinaler användes ej | Semifinaler användes ej |
| 1998   | Jill Johnson                    | "Kärleken är"              | Ingela "Pling" Forsman (t), Håkan Almqvist (m), Bobby Ljunggren (m) | Anders Berglund       | Svenska               | 10                 | 53                 | Semifinaler användes ej | Semifinaler användes ej |
| 1999   | Charlotte Nilsson               | "Take Me to Your Heaven"   | Gert Lengstrand (t), Marcos Ubeda (t), Lars Diedricson (m)          | Ingen26               | Engelska26            | 1                  | 163                | Semifinaler användes ej | Semifinaler användes ej |

#### Kommentatorer och röstavlämnare
| År   | Kommentator(er)                      | Kommentator(er)                      | Röstningsavlämnare | Stad där rösterna gavs |
| År   | TV                                   | Radio                                | Röstningsavlämnare | Stad där rösterna gavs |
| ---- | ------------------------------------ | ------------------------------------ | ------------------ | ---------------------- |
| 1990 | Jan Jingryd                          | Kersti Adams-Ray                     | Jan Ellerås        | Göteborg               |
| 1991 | Harald Treutiger & Kåge Gimtell      | Kalle Oldby & Rune Hallberg          | Bo Hagström        | Malmö                  |
| 1992 | Jesper Aspegren & Björn Kjellman     | Kalle Oldby & Lotta Engberg          | Jan Jingryd        | Göteborg               |
| 1993 | Jan Jingryd & Kåge Gimtell           | Claes-Johan Larsson & Susan Seidemar | Gösta Hanson       | Göteborg               |
| 1994 | Pekka Heino                          | Claes-Johan Larsson & Lisa Syrén     | Marianne Anderberg | Stockholm              |
| 1995 | Pernilla Månsson & Kåge Gimtell      | Claes-Johan Larsson & Lisa Syrén     | Björn Hedman       | Malmö                  |
| 1996 | Björn Kjellman                       | Claes-Johan Larsson & Lisa Syrén     | Ulla Rundquist     | Stockholm              |
| 1997 | Jan Jingryd                          | Claes-Johan Larsson & Lisa Syrén     | Gösta Hanson       | Göteborg               |
| 1998 | Pernilla Månsson & Christer Björkman | Claes-Johan Larsson & Anna Hötzel    | Björn Hedman       | Malmö                  |
| 1999 | Pekka Heino & Anders Berglund        | Carolina Norén                       | Pontus Gårdinger   | Stockholm              |

21 Efter poängomröstningen låg Sverige och Frankrike på delad förstaplats. Man fick därför gå tillbaka i omröstningen och räkna antalet tolvor, tior osv. tills den som fått flest i högst kategori som då hade vunnit. Sverige vann då man hade fått fler tiopoängare än Frankrike. Hade dock regler som antogs 2004 gällt skulle Frankrike ha vunnit, eftersom man sedan 2004 räknar antalet poänggivande länder i första hand.
22 1992 fick Sverige placeringsmässigt sin dittills sämsta placering någonsin. Detta till trots att man kommit sist två gånger tidigare, dock då på plats tretton respektive arton.
23 Marie Bergman blev den första artist som tävlat för Sverige tre gånger. De två tidigare gångerna deltog hon i gruppen Family Four 1971 & 1972.
24 1996 infördes en kvalificeringsomgång för alla tävlande länder, utom värdlandet, där tjugotvå länder blev kvalificerade till finalen. Att man hade denna omgång var för att många länder ville vara med, samtidigt som EBU ville hålla ned antalet länder till finalen.
25 1997 infördes telefonröstning på prov i Eurovisionen där fem länder, däribland Sverige, provade att använda som resultat. Efter det här året började telefonröstning användas som resultat med juryröstning endast som back-up.
26 1999 tog EBU bort två regler i tävlingen. Den första regeln som togs bort var att orkestern avskaffades och den andra regeln var den s.k. språkregeln, vilket innebar att artisterna nu fick sjunga på vilket språk som helst. Sveriges Television valde därför att till Eurovisionen översätta sitt tävlingsbidrag till engelska, trots att den framfördes på svenska i den nationella uttagningen.

### 2000-talet
| År     | Sveriges representant | Sveriges representant              | Sveriges representant                                                             | Sveriges representant | Eurovisionresultat | Eurovisionresultat | Eurovisionresultat      | Eurovisionresultat      |
| År     | Artist                | Låt                                | Text och musik                                                                    | Språk                 | Finalplacering     | Finalpoäng         | Semiplacering           | Semipoäng               |
| ------ | --------------------- | ---------------------------------- | --------------------------------------------------------------------------------- | --------------------- | ------------------ | ------------------ | ----------------------- | ----------------------- |
| 2000   | Roger Pontare         | "When Spirits Are Calling My Name" | Thomas Holmstrand (tm), Linda Jansson (tm), Peter Dahl (tm)                       | Engelska27            | 7                  | 88                 | Semifinaler användes ej | Semifinaler användes ej |
| 2001   | Friends               | "Listen to Your Heartbeat"         | Thomas G:son (tm), Henrik Sethsson (tm)                                           | Engelska27            | 5                  | 100                | Semifinaler användes ej | Semifinaler användes ej |
| 2002   | Afro-dite             | "Never Let It Go"                  | Marcos Ubeda (tm)                                                                 | Engelska              | 8                  | 72                 | Semifinaler användes ej | Semifinaler användes ej |
| 2003   | Fame                  | "Give Me Your Love"                | Carl Lösnitz (tm), Calle Kindbom (tm)                                             | Engelska              | 5                  | 107                | Semifinaler användes ej | Semifinaler användes ej |
| 200428 | Lena Philipsson       | "It Hurts"                         | Thomas "Orup" Eriksson (tm)                                                       | Engelska27            | 6                  | 170                | Direktkvalificerad      | Direktkvalificerad      |
| 2005   | Martin Stenmarck      | "Las Vegas"                        | Niklas Edberger (tm), Johan Fransson (tm), Tim Larsson (tm), Tobias Lundgren (tm) | Engelska              | 1929               | 30                 | Direktkvalificerad      | Direktkvalificerad      |
| 2006   | Carola Häggkvist30    | "Invincible"                       | Thomas G:son (tm), Carola Häggkvist (t), Bobby Ljunggren (m), Henrik Wikström (m) | Engelska27            | 5                  | 170                | 4                       | 214                     |
| 2007   | The Ark               | "The Worrying Kind"                | Ola Salo (tm)                                                                     | Engelska              | 18                 | 51                 | Direktkvalificerad      | Direktkvalificerad      |
| 200831 | Charlotte Perrelli    | "Hero"                             | Fredrik Kempe (tm), Bobby Ljunggren (tm)                                          | Engelska              | 18                 | 47                 | 1232                    | 5432                    |
| 200933 | Malena Ernman         | "La Voix"                          | Fredrik Kempe (tm), Malena Ernman (tm)                                            | Engelska, franska     | 21                 | 33                 | 4                       | 105                     |

#### Kommentatorer och röstavlämnare
| År   | Kommentator(er)                        | Kommentator(er)                 | Röstningsavlämnare | Stad där rösterna gavs |
| År   | TV                                     | Radio                           | Röstningsavlämnare | Stad där rösterna gavs |
| ---- | -------------------------------------- | ------------------------------- | ------------------ | ---------------------- |
| 2000 | Pernilla Månsson Colt & Christer Lundh | Carolina Norén & Björn Kjellman | Malin Ekander      | Göteborg               |
| 2001 | Henrik Olsson                          | Carolina Norén & Björn Kjellman | Josefine Sundström | Malmö                  |
| 2002 | Claes Åkeson & Christer Björkman       | Carolina Norén & Björn Kjellman | Kristin Kaspersen  | Stockholm              |
| 2003 | Pekka Heino                            | Carolina Norén & Björn Kjellman | Kattis Ahlström    | Stockholm              |
| 2004 | Pekka Heino                            | Carolina Norén & Björn Kjellman | Jovan Radomir      | Stockholm              |
| 2005 | Pekka Heino                            | Carolina Norén & Björn Kjellman | Annika Jankell     | Stockholm              |
| 2006 | Pekka Heino                            | Carolina Norén & Björn Kjellman | Jovan Radomir      | Stockholm              |
| 2007 | Kristian Luuk & Josef Sterzenbach      | Carolina Norén & Björn Kjellman | André Pops         | Stockholm              |
| 2008 | Kristian Luuk & Josef Sterzenbach      | Carolina Norén & Björn Kjellman | Björn Gustafsson   | Stockholm              |
| 2009 | Shirley Clamp & Edward af Sillén       | Carolina Norén & Björn Kjellman | Sarah Dawn Finer   | Stockholm              |

27 Då det nu var tillåtet att sjunga ESC-bidraget på vilket språk man ville valde Sverige att översätta vinnarlåten från svenska till engelska i ESC.
28 2004 infördes en semifinal före finalen på grund av det ökade trycket av länder som ville vara med i Eurovisionen. I semifinalen fick således länder som hamnat utanför tiotoppen (ej inräknat The Big Five) samt länder som debuterade/återkom i tävlan igen. De enda som var förkvalificerade var föregående års vinnarland, de länder som kom på andra till tionde plats (däribland Sverige) och The Big Five.
29 Sveriges nittondeplats i finalen blev den sämsta placeringen Sverige hade fått sedan år 1992, då man hamnade näst sist. I och med att Sverige hamnade på den placeringen gjorde det att man behövde gå igenom semifinalen året därpå.
30 Carolas lyckades få sin tredje seger i Melodifestivalen 2006 och nådde därmed jämte Marie Bergman att ha vunnit uttagningen tre gånger.
31 2008 införde EBU två semifinaler i tävlingen. Detta innebar att alla länder, utom värdlandet och "The Big Four" (senare "The Big Five"), blev tvingade att gå igenom en av två semifinaler för att nå finalen. Röstningen begränsades också till att bara de länder som tävlade i den aktuella semifinalen fick rösta. Från varje semifinal röstade tittarna vidare de nio bidrag som de gett högst totalpoäng till, medan jurygrupper i dessa länder röstade fram den tionde finalisten. Systemet har behållits de senaste åren, även om man har justerat vissa detaljer i ordningen.
32 2008 blev första gången som Sverige inte röstades vidare till finalen med telefonröster, utan blev istället jurygruppernas wildcard.
33 I finalen 2009 införde EBU så kallad 50:50-röstning. Detta innebar att alla länder som hade tävlat det året skulle kombinera jury- och telefonröstning. Utifrån det kombinerade resultatet blev de tio länder som fått högst totalpoäng som fick landets poäng på poängskalan 1-8, 10 och 12 poäng.

### 2010-talet
| År     | Sveriges representant | Sveriges representant | Sveriges representant                                                                        | Sveriges representant | Eurovisionresultat | Eurovisionresultat | Eurovisionresultat | Eurovisionresultat |
| År     | Artist                | Låt                   | Text och musik                                                                               | Språk                 | Finalplacering     | Finalpoäng         | Semiplacering      | Semipoäng          |
| ------ | --------------------- | --------------------- | -------------------------------------------------------------------------------------------- | --------------------- | ------------------ | ------------------ | ------------------ | ------------------ |
| 201034 | Anna Bergendahl       | "This Is My Life"     | Kristian Lagerström (t), Bobby Ljunggren (m)                                                 | Engelska              | Kvalificerade inte | Kvalificerade inte | 1135               | 62                 |
| 2011   | Eric Saade            | "Popular"             | Fredrik Kempe (tm)                                                                           | Engelska              | 3                  | 185                | 1                  | 155                |
| 2012   | Loreen                | "Euphoria"            | Thomas G:son (tm), Peter Boström (tm)                                                        | Engelska              | 1                  | 37236              | 1                  | 181                |
| 2013   | Robin Stjernberg37    | "You"                 | Robin Stjernberg (tm), Linnea Deb (tm), Joy Deb (tm), Joakim Harestad Haukaas (tm)           | Engelska              | 14                 | 62                 | Värdland           | Värdland           |
| 2014   | Sanna Nielsen         | "Undo"                | Fredrik Kempe (tm), David Kreuger (tm), Hamed "K-One” Pirouzpanah (tm)                       | Engelska              | 3                  | 218                | 2                  | 131                |
| 2015   | Måns Zelmerlöw        | "Heroes"              | Joy Deb (tm), Linnea Deb (tm), Anton Hård af Segerstad (tm)                                  | Engelska              | 1                  | 365                | 1                  | 217                |
| 2016   | Frans                 | "If I Were Sorry"     | Oscar Fogelström (tm), Michael Saxell (tm), Fredrik Andersson (tm), Frans Jeppsson Wall (tm) | Engelska              | 5                  | 261                | Värdland           | Värdland           |
| 2017   | Robin Bengtsson       | "I Can’t Go On"       | David Kreuger, Hamed ”K-One” Pirouzpanah, Robin Stjernberg                                   | Engelska              | 5                  | 344                | 3                  | 227                |
| 2018   | Benjamin Ingrosso     | "Dance You Off"       | MAG, Louis Schoorl, K Nita, Benjamin Ingrosso                                                | Engelska              | 7                  | 274                | 2                  | 254                |
| 2019   | John Lundvik          | "Too Late for Love"   | John Lundvik, Anderz Wrethov, Andreas "Stone" Johansson                                      | Engelska              | 5                  | 334                | 3                  | 238                |

#### Kommentatorer och röstavlämnare
| År   | Kommentator(er)                           | Kommentator(er)                 | Röstningsavlämnare | Stad där rösterna gavs |
| År   | TV                                        | Radio                           | Röstningsavlämnare | Stad där rösterna gavs |
| ---- | ----------------------------------------- | ------------------------------- | ------------------ | ---------------------- |
| 2010 | Edward af Sillén & Christine Meltzer Lind | Carolina Norén & Björn Kjellman | Eric Saade         | Stockholm              |
| 2011 | Edward af Sillén & Hélène Benno           | Carolina Norén & Björn Kjellman | Danny Saucedo      | Stockholm              |
| 2012 | Edward af Sillén & Gina Dirawi            | Carolina Norén & Björn Kjellman | Sarah Dawn Finer38 | Stockholm              |
| 2013 | Josefine Sundström                        | Carolina Norén & Björn Kjellman | Yohio              | Stockholm              |
| 2014 | Edward af Sillén & Malin Olsson           | Carolina Norén & Björn Kjellman | Alcazar39          | Stockholm              |
| 2015 | Edward af Sillén & Sanna Nielsen          | Carolina Norén & Björn Kjellman | Mariette           | Stockholm              |
| 2016 | Lotta Bromé                               | Carolina Norén & Björn Kjellman | Gina Dirawi        | Stockholm              |
| 2017 | Edward af Sillén & Måns Zelmerlöw         | Carolina Norén & Björn Kjellman | Wiktoria           | Stockholm              |
| 2018 | Edward af Sillén & Sanna Nielsen          | Carolina Norén & Björn Kjellman | Felix Sandman      | Stockholm              |
| 2019 | Edward af Sillén & Charlotte Perrelli     | Carolina Norén & Björn Kjellman | Eric Saade         | Stockholm              |

34 2010 infördes det så kallade 50:50-systemet även i semifinalerna. Detta innebar att semifinalernas resultat byggde på 50% jury- och 50% tittarröster i varje tävlande semifinalsland (som tävlade i den aktuella semifinalen) som sedan slogs ihop och bildade ett tredje resultat, vilket användes som slutresultat. Därmed kunde länder gå till final utan att gå vidare i alla tre röstningslägena.
35 2010 blev det första året som Sverige inte tog sig till finalen. Istället hamnade man i semifinalen på elfte plats endast fem poäng från avancemang. Efter att finalen hållits visade det sig att Sverige hamnat bäst av de som ej gick vidare, dvs. på tjugosjätte plats. Detta är Sveriges hittills sämsta placering i Eurovision Song Contest.
36 Då Sverige tog hem segern 2012 blev det med den näst högsta poängsumman någonsin i tävlingens historia. Bidraget fick också flest tolvpoängare någonsin, hela arton stycken.
37 Robin Stjernberg blev den första artisten som tävlar för Sverige som vunnit efter att ha gått vidare från Andra chansen.
38 Sarah Dawn Finer avlämnade Sveriges röster som figuren Lynda Woodruff i finalen år 2012.
39 För första gången sedan år 1973 tog Sveriges Television in mer än en person som fick presentera Sveriges poäng i Eurovisionsfinalen.

### 2020-talet
| År   | Sveriges representant | Sveriges representant | Sveriges representant                                                                                | Sveriges representant | Eurovisionresultat                      | Eurovisionresultat                      | Eurovisionresultat                      | Eurovisionresultat                      |
| År   | Artist                | Låt                   | Text och musik                                                                                       | Språk                 | Finalplacering                          | Finalpoäng                              | Semiplacering                           | Semipoäng                               |
| ---- | --------------------- | --------------------- | --- | --------------------- | --------------------------------------- | --------------------------------------- | --------------------------------------- | --------------------------------------- |
| 2020 | The Mamas             | "Move"                | Melanie Wehbe, Patrik Jean, Herman Gardarfve                                                         | Engelska              | Inställd på grund av covid-19-pandemin. | Inställd på grund av covid-19-pandemin. | Inställd på grund av covid-19-pandemin. | Inställd på grund av covid-19-pandemin. |
| 2021 | Tusse                 | "Voices"              | Anderz Wrethov, Jimmy Thörnfeldt, Joy Deb, Linnea Deb                                                | Engelska              | 14                                      | 109                                     | 7                                       | 142                                     |
| 2022 | Cornelia Jakobs       | "Hold Me Closer"      | Cornelia Jakobs, David Zandén, Isa Molin                                                             | Engelska              | 4                                       | 438                                     | 1                                       | 396                                     |
| 2023 | Loreen                | "Tattoo"              | Peter Boström, Cazzi Opeia, Thomas G:son, Jimmy Jansson, Loreen, Jimmy Thörnfeldt                    | Engelska              | 1                                       | 583                                     | 2                                       | 135                                     |
| 2024 | Marcus & Martinus     | "Unforgettable"       | Jimmy Thörnfeldt, Joy Deb, Linnea Deb, Marcus Gunnarsen, Martinus Gunnarsen                          | Engelska              | 9                                       | 174                                     | Värdland                                | Värdland                                |
| 2025 | KAJ                   | "Bara bada bastu"     | Anderz Wrethov, Axel Åhman, Jakob Norrgård, Kevin Holmström, Kristofer Strandberg, Robert Skowronski | Svenska40, finska     | 4                                       | 321                                     | 4                                       | 118                                     |

#### Kommentatorer och röstavlämnare
| År   | Kommentator(er)                                         | Kommentator(er)                         | Röstningsavlämnare                      | Stad där rösterna gavs                  |
| År   | TV                                                      | Radio                                   | Röstningsavlämnare                      | Stad där rösterna gavs                  |
| ---- | ------------------------------------------------------- | --------------------------------------- | --------------------------------------- | --------------------------------------- |
| 2020 | Inställd på grund av covid-19-pandemin.                 | Inställd på grund av covid-19-pandemin. | Inställd på grund av covid-19-pandemin. | Inställd på grund av covid-19-pandemin. |
| 2021 | Edward af Sillén & Christer Björkman                    | Carolina Norén                          | Carola Häggkvist                        | Stockholm                               |
| 2022 | Edward af Sillén (samtliga) & Linnea Henriksson (final) | Carolina Norén                          | Dotter                                  | Stockholm                               |
| 2023 | Edward af Sillén (samtliga) & Måns Zelmerlöw (final)    | Carolina Norén                          | Farah Abadi                             | Stockholm                               |
| 2024 | Edward af Sillén & Tina Mehrafzoon                      | Carolina Norén                          | Frans                                   | Stockholm                               |
| 2025 | Edward af Sillén (samtliga) & Petra Mede (final)        | Carolina Norén                          | Kristina ”Keyyo” Petrushina             | Stockholm                               |

40Med Vörådialekt.

## Enkel lista – år för år
| 1 | Vinnare                            |
| 2 | Andra plats                        |
| 3 | Tredje plats                       |
| ◁ | Sista plats                        |
| X | Ett bidrag valdes men tävlade inte |

| År               | Artist                           | Bidrag                              | Språk             | Final              | Poäng              | Semi               | Poäng              |
| ---------------- | -------------------------------- | ----------------------------------- | ----------------- | ------------------ | ------------------ | ------------------ | ------------------ |
| 1958             | Alice Babs                       | Lilla stjärna                       | Svenska           | 4                  | 10                 | Inga semifinaler   | Inga semifinaler   |
| 1959             | Brita Borg                       | Augustin                            | Svenska           | 9                  | 4                  | Inga semifinaler   | Inga semifinaler   |
| 1960             | Siw Malmkvist                    | Alla andra får varann               | Svenska           | 10                 | 4                  | Inga semifinaler   | Inga semifinaler   |
| 1961             | Lill-Babs                        | April, april                        | Svenska           | 14                 | 2                  | Inga semifinaler   | Inga semifinaler   |
| 1962             | Inger Berggren                   | Sol och vår                         | Svenska           | 7                  | 4                  | Inga semifinaler   | Inga semifinaler   |
| 1963             | Monica Zetterlund                | En gång i Stockholm                 | Svenska           | 13                 | 0                  | Inga semifinaler   | Inga semifinaler   |
| Deltog inte 1964 |                                  |                                     |                   |                    |                    |                    |                    |
| 1965             | Ingvar Wixell                    | Absent Friend                       | Engelska          | 10                 | 6                  | Inga semifinaler   | Inga semifinaler   |
| 1966             | Lill Lindfors & Svante Thuresson | Nygammal vals                       | Svenska           | 2                  | 16                 | Inga semifinaler   | Inga semifinaler   |
| 1967             | Östen Warnerbring                | Som en dröm                         | Svenska           | 8                  | 7                  | Inga semifinaler   | Inga semifinaler   |
| 1968             | Claes-Göran Hederström           | Det börjar verka kärlek, banne mej  | Svenska           | 5                  | 15                 | Inga semifinaler   | Inga semifinaler   |
| 1969             | Tommy Körberg                    | Judy min vän                        | Svenska           | 9                  | 8                  | Inga semifinaler   | Inga semifinaler   |
| Deltog inte 1970 |                                  |                                     |                   |                    |                    |                    |                    |
| 1971             | Family Four                      | Vita vidder                         | Svenska           | 6                  | 85                 | Inga semifinaler   | Inga semifinaler   |
| 1972             | Family Four                      | Härliga sommardag                   | Svenska           | 13                 | 75                 | Inga semifinaler   | Inga semifinaler   |
| 1973             | The Nova                         | You’re Summer                       | Engelska          | 5                  | 94                 | Inga semifinaler   | Inga semifinaler   |
| 1974             | Abba                             | Waterloo                            | Engelska          | 1                  | 24                 | Inga semifinaler   | Inga semifinaler   |
| 1975             | Lasse Berghagen                  | Jennie, Jennie                      | Engelska          | 8                  | 72                 | Inga semifinaler   | Inga semifinaler   |
| Deltog inte 1976 |                                  |                                     |                   |                    |                    |                    |                    |
| 1977             | Forbes                           | Beatles                             | Svenska           | 18                 | 2                  | Inga semifinaler   | Inga semifinaler   |
| 1978             | Björn Skifs                      | Det blir alltid värre framåt natten | Svenska           | 14                 | 28                 | Inga semifinaler   | Inga semifinaler   |
| 1979             | Ted Gärdestad                    | Satellit                            | Svenska           | 17                 | 8                  | Inga semifinaler   | Inga semifinaler   |
| 1980             | Tomas Ledin                      | Just nu!                            | Svenska           | 10                 | 47                 | Inga semifinaler   | Inga semifinaler   |
| 1981             | Björn Skifs                      | Fångad i en dröm                    | Svenska           | 10                 | 50                 | Inga semifinaler   | Inga semifinaler   |
| 1982             | Chips                            | Dag efter dag                       | Svenska           | 8                  | 67                 | Inga semifinaler   | Inga semifinaler   |
| 1983             | Carola Häggkvist                 | Främling                            | Svenska           | 3                  | 126                | Inga semifinaler   | Inga semifinaler   |
| 1984             | Herreys                          | Diggi-loo Diggi-ley                 | Svenska           | 1                  | 145                | Inga semifinaler   | Inga semifinaler   |
| 1985             | Kikki Danielsson                 | Bra vibrationer                     | Svenska           | 3                  | 105                | Inga semifinaler   | Inga semifinaler   |
| 1986             | Lasse Holm & Monica Törnell      | E' de' det här du kallar kärlek     | Svenska           | 5                  | 78                 | Inga semifinaler   | Inga semifinaler   |
| 1987             | Lotta Engberg                    | Boogaloo                            | Svenska           | 12                 | 50                 | Inga semifinaler   | Inga semifinaler   |
| 1988             | Tommy Körberg                    | Stad i ljus                         | Svenska           | 12                 | 52                 | Inga semifinaler   | Inga semifinaler   |
| 1989             | Tommy Nilsson                    | En dag                              | Svenska           | 4                  | 110                | Inga semifinaler   | Inga semifinaler   |
| 1990             | Edin-Ådahl                       | Som en vind                         | Svenska           | 16                 | 24                 | Inga semifinaler   | Inga semifinaler   |
| 1991             | Carola Häggkvist                 | Fångad av en stormvind              | Svenska           | 1                  | 146                | Inga semifinaler   | Inga semifinaler   |
| 1992             | Christer Björkman                | Imorgon är en annan dag             | Svenska           | 22                 | 9                  | Inga semifinaler   | Inga semifinaler   |
| 1993             | Arvingarna                       | Eloise                              | Svenska           | 7                  | 89                 | Inga semifinaler   | Inga semifinaler   |
| 1994             | Marie Bergman & Roger Pontare    | Stjärnorna                          | Svenska           | 13                 | 48                 | Inga semifinaler   | Inga semifinaler   |
| 1995             | Jan Johansen                     | Se på mig                           | Svenska           | 3                  | 100                | Inga semifinaler   | Inga semifinaler   |
| 1996             | One More Time                    | Den vilda                           | Svenska           | 3                  | 100                | 1                  | 227                |
| 1997             | Blond                            | Bara hon älskar mig                 | Svenska           | 14                 | 36                 | Inga semifinaler   | Inga semifinaler   |
| 1998             | Jill Johnsson                    | Kärleken är                         | Svenska           | 10                 | 53                 | Inga semifinaler   | Inga semifinaler   |
| 1999             | Charlotte Nilsson                | Take Me to Your Heaven              | Engelska          | 1                  | 163                | Inga semifinaler   | Inga semifinaler   |
| 2000             | Roger Pontare                    | When Spirits Are Calling My Name    | Engelska          | 7                  | 88                 | Inga semifinaler   | Inga semifinaler   |
| 2001             | Friends                          | Listen to Your Heartbeat            | Engelska          | 5                  | 100                | Inga semifinaler   | Inga semifinaler   |
| 2002             | Afro-dite                        | Never Let It Go                     | Engelska          | 8                  | 72                 | Inga semifinaler   | Inga semifinaler   |
| 2003             | Fame                             | Give Me Your Love                   | Engelska          | 5                  | 107                | Inga semifinaler   | Inga semifinaler   |
| 2004             | Lena Philipsson                  | It Hurts                            | Engelska          | 5                  | 170                | Direktkvalificerad | Direktkvalificerad |
| 2005             | Martin Stenmark                  | Las Vegas                           | Engelska          | 19                 | 30                 | Direktkvalificerad | Direktkvalificerad |
| 2006             | Carola Häggkvist                 | Invincible                          | Engelska          | 5                  | 170                | 4                  | 105                |
| 2007             | The Ark                          | The Worrying Kind                   | Engelska          | 18                 | 51                 | Direktkvalificerad | Direktkvalificerad |
| 2008             | Charlotte Perrelli               | Hero                                | Engelska          | 18                 | 47                 | 121                | 541                |
| 2009             | Malena Ernman                    | La Voix                             | Engelska, franska | 21                 | 33                 | 4                  | 105                |
| 2010             | Anna Bergendahl                  | This Is My Life                     | Engelska          | Kvalificerade inte | Kvalificerade inte | 11                 | 62                 |
| 2011             | Eric Saade                       | Popular                             | Engelska          | 3                  | 185                | 1                  | 155                |
| 2012             | Loreen                           | Euphoria                            | Engelska          | 1                  | 372                | 1                  | 181                |
| 2013             | Robin Stjernberg                 | You                                 | Engelska          | 14                 | 62                 | Värdland           | Värdland           |
| 2014             | Sanna Nielsen                    | Undo                                | Engelska          | 3                  | 218                | 2                  | 131                |
| 2015             | Måns Zelmerlöw                   | Heroes                              | Engelska          | 1                  | 365                | 1                  | 217                |
| 2016             | Frans                            | If I Were Sorry                     | Engelska          | 5                  | 261                | Värdland           | Värdland           |
| 2017             | Robin Bengtsson                  | I Can’t Go On                       | Engelska          | 5                  | 344                | 3                  | 227                |
| 2018             | Benjamin Ingrosso                | Dance You Off                       | Engelska          | 7                  | 274                | 2                  | 254                |
| 2019             | John Lundvik                     | Too Late for Love                   | Engelska          | 5                  | 334                | 3                  | 238                |
| 2020             | The Mamas                        | Move                                | Engelska          | Tävlingen inställd | Tävlingen inställd | Tävlingen inställd | Tävlingen inställd |
| 2021             | Tusse                            | Voices                              | Engelska          | 14                 | 109                | 7                  | 142                |
| 2022             | Cornelia Jakobs                  | Hold Me Closer                      | Engelska          | 4                  | 438                | 1                  | 396                |
| 2023             | Loreen                           | Tattoo                              | Engelska          | 1                  | 583                | 2                  | 135                |
| 2024             | Marcus & Martinus                | Unforgettable                       | Engelska          | 9                  | 174                | Värdland           | Värdland           |
| 2025             | KAJ                              | Bara bada bastu                     | Svenska2, finska  | 4                  | 321                | 4                  | 118                |

1 2008 blev första gången som Sverige inte röstades vidare till finalen med telefonröster, utan blev istället jurygruppernas wildcard.
2Med Vörådialekt. 